# 438829 Visena
438829 Visena este o planetă minoră (asteroid) din centura de asteroizi. A fost descoperită pe 21 ianuarie 2009 la  de Antonio Garrigós Sánchez⁠(d). 
Obiectul prezintă o orbită caracterizată de o semiaxă mare de 2,7950759955208 UAi, o excentricitate de 0,17456422386102, o înclinație de 14,521737859465 ° în raport cu ecliptica.